# Nedre Hamptjärnen
Nedre Hamptjärnen är en sjö i Skellefteå kommun i Västerbotten och ingår i Bureälvens huvudavrinningsområde. Sjön har en area på 0,0469 kvadratkilometer och ligger 93,2 meter över havet. Vid provfiske har abborre, gädda och mört fångats i sjön.

## Delavrinningsområde
Nedre Hamptjärnen ingår i det delavrinningsområde (716668-173032) som SMHI kallar för Mynnar i Burträsket. Medelhöjden är 95 meter över havet och ytan är 11,65 kvadratkilometer. Räknas de 8 avrinningsområdena uppströms in blir den ackumulerade arean 85,35 kvadratkilometer. Lillån som avvattnar avrinningsområdet har biflödesordning 2, vilket innebär att vattnet flödar genom totalt 2 vattendrag innan det når havet efter 58 kilometer. Avrinningsområdet består mestadels av öppen mark (38 procent) och jordbruk (17 procent). Avrinningsområdet har 0,04 kvadratkilometer vattenytor vilket ger det en sjöprocent på 23 procent.